# Servizio sanitario dell'Emilia-Romagna

Logo del Servizio sanitario regionale dell'Emilia-Romagna

Il servizio sanitario dell'Emilia-Romagna è il servizio sanitario regionale della Regione Emilia-Romagna. Al 31 dicembre 2014 il numero dei dipendenti del Servizio sanitario regionale dell'Emilia-Romagna ammontava a 61 220 persone, suddivise nei compiti di assistenza, tecnici e amministrativi.
Comprende otto Aziende - Unità Sanitarie Locali suddivise in distretti, quattro Aziende ospedaliero-universitarie e cinque Istituti di ricovero e cura a carattere scientifico (IRCCS).

## Storia

### Dal medioevo al XX secolo

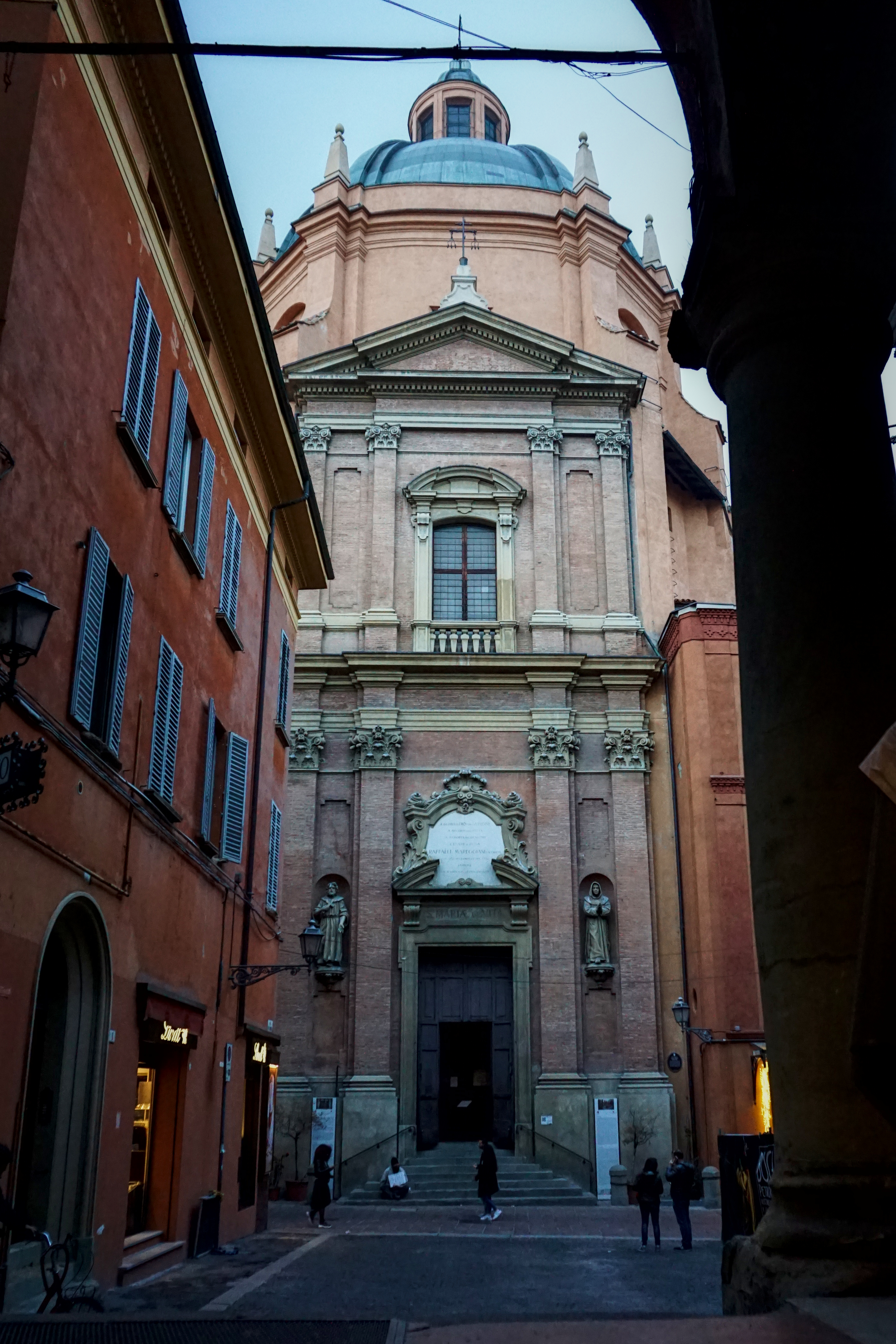
Santuario di Santa Maria della Vita a Bologna, sede di un ospedale in età moderna

Nel Medioevo si crearono all'interno dei monasteri strutture per il ricovero dei pellegrini e dei malati, dette xenodochia. Tra questi si ricorda quello dell'abbazia di San Colombano a Bobbio. L'ospedale di Parma venne fondato nel 1201 da un cavaliere teutonico.
Progressivamente si fondano anche strutture, dedicate esclusivamente alla cura dei malati e di origine laica: a Bologna la Confraternita laicale dei Battuti istituì l'Hospitale devotorum, più tardi ospedale di Santa Maria della Vita.
La via Emilia, percorsa dai pellegrini, era veicolo di epidemie e in particolare la diffusione della lebbra portò alla creazione al di fuori delle città di lazzaretti (di cui spesso resta testimonianza nel toponimo "San Lazzaro" di alcuni paesi).
Con l'avvento dei comuni i governi cittadini stabiliscono contratti ("condotte") con dei medici al servizio dei cittadini. I medici condotti a Bologna si occupano già dalla metà del XIII secolo di perizie legali.
Dopo la grande epidemia di peste nera del 1348-1349 bandi ed editti, come quello del 1374 emesso da Barnabò Visconti per la città di Reggio Emilia, impongono la denunzia degli ammalati. Una vera e propria magistratura per la salute pubblica ("assunteria di sanità") venne istituita a Bologna nella seconda metà del XVI secolo.
Il governo pontificio suddivise la costa della Romagna in nove zone (Cattolica, Rimini, Cesenatico, Cervia, Porto Corsini, Primaro, Magnavacca di Porto Garibaldi, Volano e Goro), in ciascuna delle quali un "commissario" si occupava del controllo e dell'applicazione delle leggi sanitarie.
Sotto il Regno d'Italia napoleonico nel 1806 furono istituite commissioni sanitarie nei dipartimenti, sottoposte alla direzione medica di Bologna. La riforma organizzativa venne recepita dopo la Restaurazione. Nel 1860 il sistema sanitario della regione venne riformato: in ogni città un'unica amministrazione doveva gestire i vari ospedali e doveva essere assicurata assistenza anche agli indigenti.
La prima normativa sanitaria nazionale del Regno d'Italia venne emanata nel 1865 e con essa le amministrazioni sanitarie furono sottoposte all'autorità del prefetto. Nel 1874 furono istituite in ciascun comune le "commissioni municipali di sanità" e si richiese ai comuni stessi la redazione di un regolamento di igiene. Furono create le figure dei medici provinciali e dei ufficiali sanitari municipali.

### Il Servizio Sanitario Regionale

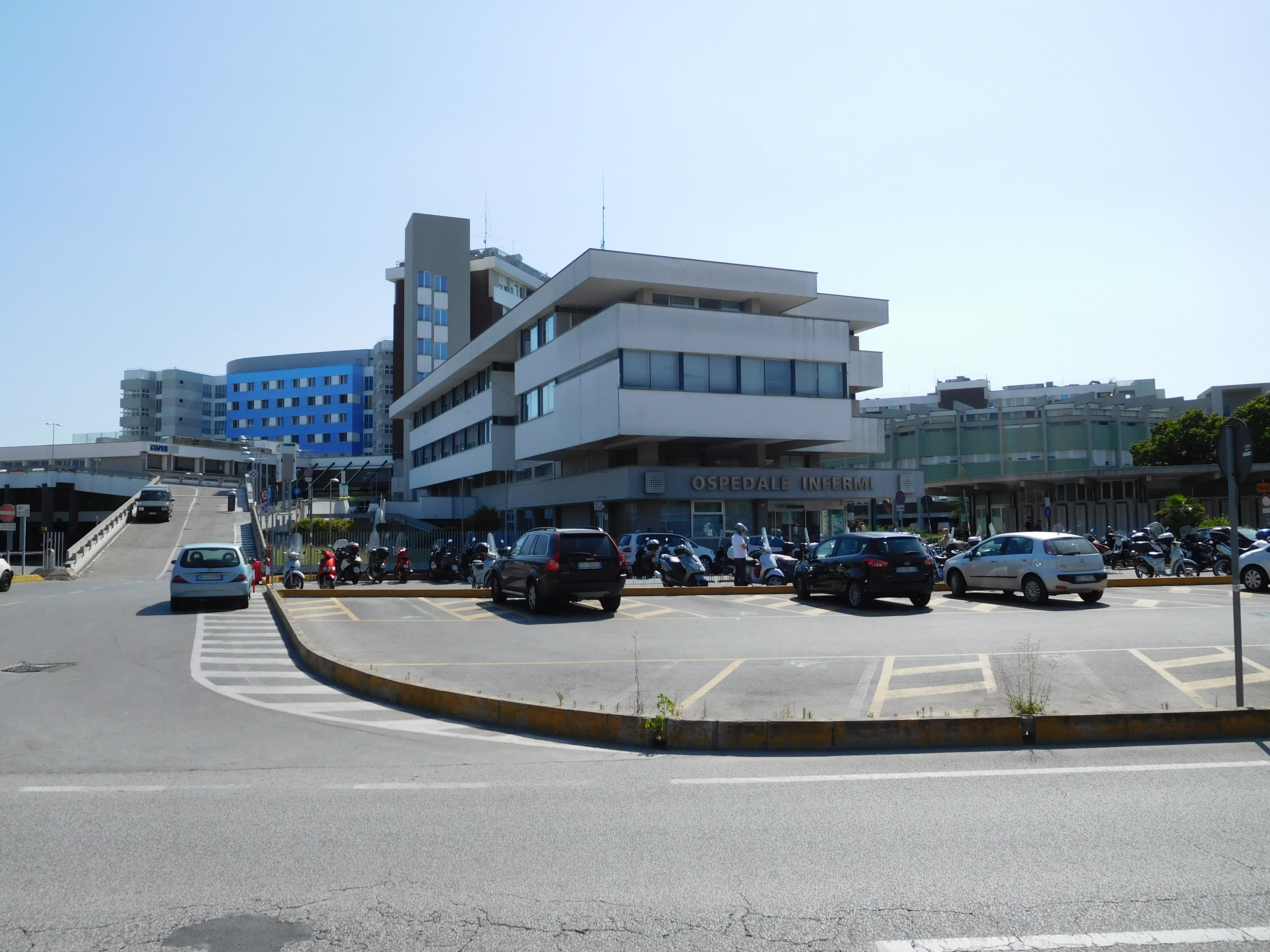
L'ospedale di Rimini (AUSL Romagna)

Con l'istituzione delle regioni a statuto ordinario nel 1970, la legge del 1972 trasferì le competenze in materia di tutela della salute dallo Stato alle neocostituite regioni. Venne così a delinearsi l'attuale Servizio sanitario regionale dell'Emilia-Romagna, ad oggi considerato tra i migliori in Italia ed Europa, grazie anche ad una buona governance generale, e al notevole contributo dato dall'Università di Bologna.
Con l'istituzione nel 1978 del Servizio sanitario nazionale venne previsto di organizzare la sanità pubblica tramite un'articolazione territoriale in Unità sanitarie locali (USL), determinate dalle singole regioni. L'Emilia-Romagna recepì la riforma con la legge regionale n. 28 del 1979.
Nel 1994, con la legge regionale n. 19 vennero istituite le Aziende - Unità sanitarie locali, seguendo il riordino del sistema sanitario previsto dal decreto legislativo n. 502 del 1992. Le vecchie USL vennero accorpate per provincia, ad eccezione di quella di Bologna, dove vennero previste tre nuove AUSL (Bologna città, Bologna sud e Bologna nord) più quella di Imola, e quella di Forlì-Cesena che rimase divisa nelle due AUSL di Forlì e Cesena.
Il 1º gennaio 2014, a seguito della legge regionale n. 22 del 2013, venne istituita un'unica Azienda Unità Sanitaria Locale della Romagna, riunendo tutte le strutture e i servizi delle ex Aziende USL di Cesena, Forlì, Ravenna e Rimini. Subentra inoltre in toto alle funzioni dell'Area Vasta Romagna.
Dal 1º luglio 2017 l'AUSL di Reggio Emilia ha incorporato l’Azienda ospedaliera “Arcispedale Santa Maria Nuova” (già a sua volta comprendente l'IRCCS "Istituto in oncologia per tecnologie avanzate e modelli assistenziali") del capoluogo, dotando così la provincia reggiana di una nuova azienda sanitaria unica.
|    |                                           | | | | |
| N. | Unità sanitaria locale (USL)              | Comuni | N. | Unità sanitaria locale (USL) | Comuni e/o quartieri |
| 1  | Castel San Giovanni                       | Castel San Giovanni, Pecorara, Pianello Val Tidone, Caminata, Nibbiano, Ziano Piacentino, Borgonovo Val Tidone, Gragnano Trebbiense, Rottofreno, Calendasco, Sarmato, Gazzola, Agazzano e Piozzano                                                                   | 22 | San Lazzaro di Savena | San Lazzaro di Savena, Ozzano nell'Emilia, Pianoro, Monterenzio, Loiano e Monghidoro |
| 2  | Piacenza                                  | Piacenza, Gossolengo, Podenzano, San Giorgio Piacentino, Vigolzone, Rivergaro, Travo, Bettola, Ponte dell'Olio, Bobbio, Coli, Farini d'Olmo, Corte Brugnatella, Ferriere, Cerignale, Zerba e Ottone.                                                                 | 23 | Imola | Imola, Mordano, Castel Guelfo di Bologna, Dozza, Borgo Tossignano, Casalfiumanese, Fontanelice, Castel del Rio e Castel San Pietro Terme                                                                   |
| 3  | Fiorenzuola d'Arda                        | Fiorenzuola d'Arda, Monticelli d'Ongina, Castelvetro Piacentino, Villanova sull'Arda, San Pietro in Cerro, Caorso, Cortemaggiore, Besenzone, Alseno, Cadeo, Pontenure, Carpaneto Piacentino, Castell'Arquato, Vernasca, Lugagnano Val d'Arda, Gropparello e Morfasso | 24 | Budrio | Budrio, Castenaso, Medicina e Molinella |
| 4  | Parma (o Bassa Est)                       | Parma, Colorno, Collecchio, Felino, Mezzani, Montechiarugolo, Sala Baganza, Sissa, Sorbolo, Traversetolo, Torrile e Trecasali | 25 | San Giorgio di Piano | San Giorgio di Piano, Bentivoglio, Minerbio, Baricella, Malalbergo, Galliera, San Pietro in Casale, Argelato e Castello d'Argile                                                                           |
| 5  | San Secondo Parmense (o Bassa Ovest)      | San Secondo Parmense, Fidenza, Busseto, Fontanellato, Fontevivo, Medesano, Noceto, Polesine Parmense, Roccabianca, Salsomaggiore Terme, Soragna e Zibello | 26 | San Giovanni in Persiceto | San Giovanni in Persiceto, Sala Bolognese, Sant'Agata Bolognese e Crevalcore |
| 6  | Borgo Val di Taro (o Val Taro - Val Ceno) | Borgo Val di Taro, Fornovo di Taro, Bardi, Berceto, Albareto, Bedonia, Compiano, Bore, Solignano, Terenzo, Tornolo, Varano de' Melegari, Valmozzola, Varsi e Pellegrino Parmense                                                                                     | 27 | Bologna ovest | Quartieri Saffi, Santa Viola, Borgo Panigale, Marconi, Barca, Costa-Saragozza, Malpighi; comuni di Anzola dell'Emilia e Calderara di Reno                                                                  |
| 7  | Langhirano (o Val Parma)                  | Langhirano, Lesignano de Bagni, Neviano degli Arduini, Tizzano Val Parma, Palanzano, Monchio delle Corti, Corniglio e Calestano | 28 | Bologna nord | Quartieri Lame, Corticella, Bolognina, San Donato, San Vitale, Irnerio; comuni di Castel Maggiore e Granarolo dell'Emilia                                                                                  |
| 8  | Montecchio Emilia                         | Montecchio Emilia, Gattatico, Campegine, Sant'Ilario d'Enza, Cavriago, Bibbiano, San Polo d'Enza e Ciano d'Enza | 29 | Bologna est | Quartieri Murri, Mazzini, San Ruffillo, Galvani e Colli |
| 9  | Reggio Emilia                             | Reggio Emilia, Albinea, Vezzano sul Crostolo, Quattro Castella, Castelnuovo di Sotto, Cadelbosco di Sopra e Bagnolo in Piano | 30 | Cento | Cento, Pieve di Cento, Sant'Agostino e Mirabello |
| 10 | Guastalla                                 | Guastalla, Brescello, Boretto, Poviglio, Gualtieri, Novellara, Reggiolo e Luzzara | 31 | Ferrara | Ferrara, Poggio Renatico, Bondeno e Vigarano Mainarda |
| 11 | Correggio                                 | Correggio, Rolo, Fabbrico, Campagnola Emilia, Rio Saliceto e San Martino in Rio | 32 | Portomaggiore | Portomaggiore, Argenta, Ostellato, Voghiera e Masi Torello |
| 12 | Scandiano                                 | Scandiano, Rubiera, Casalgrande, Castellarano, Viano e Baiso | 33 | Codigoro | Codigoro, Comacchio, Lagosanto, Massafiscaglia, Migliarino, Migliaro, Goro e Mesola |
| 13 | Castelnovo ne' Monti                      | Castelnovo ne' Monti, Casina, Carpineti, Toano, Vetto, Villa Minozzo, Ramiseto, Busana, Ligonchio e Collagna | 34 | Copparo | Copparo, Tresigallo, Formignana, Jolanda di Savoia, Ro e Berra |
| 14 | Carpi                                     | Carpi e Novi di Modena | 35 | Ravenna | Ravenna, Russi e Cervia |
| 15 | Mirandola                                 | Mirandola, Finale Emilia, San Felice sul Panaro, Camposanto, San Prospero, Medolla, Cavezzo, San Possidonio e Concordia sulla Secchia | 36 | Lugo | Lugo, Alfonsine, Fusignano, Bagnacavallo, Cotignola, Bagnara di Romagna, Sant'Agata sul Santerno, Massa Lombarda e Conselice                                                                               |
| 16 | Modena                                    | Modena, Campogalliano, Soliera, Bomporto, Bastiglia, Ravarino, Nonantola, Castelfranco Emilia, San Cesario sul Panaro, Spilamberto e Castelnuovo Rangone | 37 | Faenza | Faenza, Solarolo, Castel Bolognese, Riolo Terme, Brisighella, Modigliana, Tredozio e Casola Valsenio |
| 17 | Sassuolo                                  | Sassuolo, Formigine, Fiorano Modenese, Maranello, Prignano sulla Secchia, Montefiorino, Palagano e Frassinoro | 38 | Forlì | Forlì, Castrocaro Terme e Terra del Sole, Predappio, Dovadola, Rocca San Casciano, Portico e San Benedetto, Premilcuore, Civitella di Romagna, Forlimpopoli, Bertinoro, Meldola, Galeata e Santa Sofia     |
| 18 | Pavullo nel Frignano                      | Pavullo nel Frignano, Serramazzoni, Polinago, Lama Mocogno, Montecreto, Sestola, Fanano, Riolunato, Fiumalbo e Pievepelago | 39 | Cesena | Cesena, Mercato Saraceno, Sarsina, Bagno di Romagna, Verghereto, Montiano, Cesenatico, Savignano sul Rubicone, San Mauro Pascoli, Gatteo, Gambettola, Longiano, Roncofreddo, Borghi e Sogliano al Rubicone |
| 19 | Vignola                                   | Vignola, Savignano sul Panaro, Castelvetro di Modena, Marano sul Panaro, Guiglia, Zocca e Montese | 40 | Rimini (o Rimini nord) | Rimini, Bellaria-Igea Marina, Santarcangelo di Romagna, Poggio Berni, Torriana e Verrucchio |
| 20 | Casalecchio di Reno                       | Casalecchio di Reno, Zola Predosa, Sasso Marconi, Monte San Pietro, Crespellano, Bazzano, Monteveglio, Castello di Serravalle e Savigno | 41 | Riccione (o Rimini sud) | Riccione, Cattolica, Misano Adriatico, San Giovanni in Marignano, Saludecio, Montegridolfo, Mondaino, Montefiore Conca, Morciano di Romagna, Gemmano, Montescudo, Montecolombo, San Clemente e Coriano     |
| 21 | Porretta Terme                            | Porretta Terme, Vergato, Marzabotto, Grizzana, Castel d'Aiano, Gaggio Montano, Lizzano in Belvedere, Granaglione, Castel di Casio, Camugnano, Castiglione dei Pepoli, Monzuno e San Benedetto Val di Sambro                                                          | Fonte: Legge regionale 29 agosto 1979, n. 28 - Ambiti territoriali delle unità sanitarie locali della regione Emilia-Romagna, su Demetra, 31 agosto 1979. URL consultato il 29 ottobre 2022. | Fonte: Legge regionale 29 agosto 1979, n. 28 - Ambiti territoriali delle unità sanitarie locali della regione Emilia-Romagna, su Demetra, 31 agosto 1979. URL consultato il 29 ottobre 2022. | Fonte: Legge regionale 29 agosto 1979, n. 28 - Ambiti territoriali delle unità sanitarie locali della regione Emilia-Romagna, su Demetra, 31 agosto 1979. URL consultato il 29 ottobre 2022.               |

## Struttura
Il servizio sanitario regionale è composto da Aziende USL, Aziende ospedaliere e IRCCS, riunite in due Aree vaste. Le aree vaste sono un sistema di relazioni tra gli enti del servizio sanitario regionale con funzione di coordinamento e confronto, volto ad ottimizzare e razionalizzare le attività amministrative, tecniche e sanitarie in un ambito di bacino sovraziendale. Il territorio dell'Emilia è ripartito nelle due aree vaste Emilia Nord ed Emilia Centrale. La Romagna fa riferimento ad un'unica AUSL che corrisponde alla precedente Area vasta Romagna.
La sanità territoriale è assicurata dalle Case della salute, in numero di 128 sparse per l'intera regione. Col PNRR è prevista la loro trasformazione in Case della comunità. Il sistema di emergenza e pronto soccorso è coordinato da tre centrali operative: Emilia Ovest, con centro a Parma e competenza sulle province di Piacenza, Parma e Reggio; Emilia Centro, con sede a Bologna e gestione sui territori di Modena, Bologna, Imola e Ferrara; Romagna, con sede a Ravenna e competenza sulle province di Ravenna, Forlì-Cesena e Rimini.

### Aziende USL
|                              |                            |                           |                                                                                 |                           |                      |                              |                             |
| Denominazione                | Area vasta                 | Mappa                     | Territorio                                                                      | Distretti                 | Distretti            | Fonti                        | Sito web                    |
| Denominazione                | Area vasta                 | Mappa                     | Territorio                                                                      | Denominazione             | Sede                 | Fonti                        | Sito web                    |
| Azienda USL di Piacenza      | Area Vasta Emilia Nord     |                           | Provincia di Piacenza                                                           | Città di Piacenza         | Piacenza             | [ 12 ] [ 13 ]                | www.ausl.pc.it              |
| Azienda USL di Piacenza      | Area Vasta Emilia Nord     | Levante                   | Provincia di Piacenza                                                           | Fiorenzuola d'Arda        |                      | [ 12 ] [ 13 ]                | www.ausl.pc.it              |
| Azienda USL di Piacenza      | Area Vasta Emilia Nord     | Ponente                   | Provincia di Piacenza                                                           | Borgonovo Val Tidone      |                      | [ 12 ] [ 13 ]                | www.ausl.pc.it              |
| Azienda USL di Parma         | Area Vasta Emilia Nord     |                           | Provincia di Parma                                                              | Parma                     | Parma                | [ 14 ] [ 15 ]                | https://www.ausl.pr.it      |
| Azienda USL di Parma         | Area Vasta Emilia Nord     | Fidenza                   | Provincia di Parma                                                              | Fidenza                   |                      | [ 14 ] [ 15 ]                | https://www.ausl.pr.it      |
| Azienda USL di Parma         | Area Vasta Emilia Nord     | Sud-est                   | Provincia di Parma                                                              | Langhirano                |                      | [ 14 ] [ 15 ]                | https://www.ausl.pr.it      |
| Azienda USL di Parma         | Area Vasta Emilia Nord     | Valli Taro e Ceno         | Provincia di Parma                                                              | Borgo Val di Taro         |                      | [ 14 ] [ 15 ]                | https://www.ausl.pr.it      |
| Azienda USL di Reggio Emilia | Area Vasta Emilia Nord     |                           | Provincia di Reggio Emilia                                                      | Castelnovo ne' Monti      | Castelnovo ne' Monti | [ 16 ] [ 17 ]                | https://www.ausl.re.it      |
| Azienda USL di Reggio Emilia | Area Vasta Emilia Nord     | Guastalla                 | Provincia di Reggio Emilia                                                      | Guastalla                 |                      | [ 16 ] [ 17 ]                | https://www.ausl.re.it      |
| Azienda USL di Reggio Emilia | Area Vasta Emilia Nord     | Reggio Emilia             | Provincia di Reggio Emilia                                                      | Reggio Emilia             |                      | [ 16 ] [ 17 ]                | https://www.ausl.re.it      |
| Azienda USL di Reggio Emilia | Area Vasta Emilia Nord     | Correggio                 | Provincia di Reggio Emilia                                                      | Correggio                 |                      | [ 16 ] [ 17 ]                | https://www.ausl.re.it      |
| Azienda USL di Reggio Emilia | Area Vasta Emilia Nord     | Montecchio Emilia         | Provincia di Reggio Emilia                                                      | Montecchio Emilia         |                      | [ 16 ] [ 17 ]                | https://www.ausl.re.it      |
| Azienda USL di Reggio Emilia | Area Vasta Emilia Nord     | Scandiano                 | Provincia di Reggio Emilia                                                      | Scandiano                 |                      | [ 16 ] [ 17 ]                | https://www.ausl.re.it      |
| Azienda USL di Modena        | Area Vasta Emilia Nord     |                           | Provincia di Modena                                                             | Carpi                     | Carpi                | [ 18 ] [ 19 ]                | https://www.ausl.mo.it      |
| Azienda USL di Modena        | Area Vasta Emilia Nord     | Castelfranco Emilia       | Provincia di Modena                                                             | Castelfranco Emilia       |                      | [ 18 ] [ 19 ]                | https://www.ausl.mo.it      |
| Azienda USL di Modena        | Area Vasta Emilia Nord     | Mirandola                 | Provincia di Modena                                                             | Mirandola                 |                      | [ 18 ] [ 19 ]                | https://www.ausl.mo.it      |
| Azienda USL di Modena        | Area Vasta Emilia Nord     | Modena                    | Provincia di Modena                                                             | Modena                    |                      | [ 18 ] [ 19 ]                | https://www.ausl.mo.it      |
| Azienda USL di Modena        | Area Vasta Emilia Nord     | Pavullo nel Frignano      | Provincia di Modena                                                             | Pavullo nel Frignano      |                      | [ 18 ] [ 19 ]                | https://www.ausl.mo.it      |
| Azienda USL di Modena        | Area Vasta Emilia Nord     | Sassuolo                  | Provincia di Modena                                                             | Sassuolo                  |                      | [ 18 ] [ 19 ]                | https://www.ausl.mo.it      |
| Azienda USL di Modena        | Area Vasta Emilia Nord     | Vignola                   | Provincia di Modena                                                             | Vignola                   |                      | [ 18 ] [ 19 ]                | https://www.ausl.mo.it      |
| Azienda USL di Ferrara       | Area Vasta Emilia Centrale |                           | Provincia di Ferrara                                                            | Ovest                     | Cento                | [ 20 ] [ 21 ]                | https://www.ausl.fe.it      |
| Azienda USL di Ferrara       | Area Vasta Emilia Centrale | Sud-est                   | Provincia di Ferrara                                                            | Codigoro                  |                      | [ 20 ] [ 21 ]                | https://www.ausl.fe.it      |
| Azienda USL di Ferrara       | Area Vasta Emilia Centrale | Centro-nord               | Provincia di Ferrara                                                            | Ferrara                   |                      | [ 20 ] [ 21 ]                | https://www.ausl.fe.it      |
| Azienda USL di Bologna       | Area Vasta Emilia Centrale |                           | Città metropolitana di Bologna (eccetto i comuni del Nuovo Circondario Imolese) | Appennino bolognese       | Porretta Terme       | [ 22 ] [ 23 ]                | https://www.ausl.bologna.it |
| Azienda USL di Bologna       | Area Vasta Emilia Centrale | Città di Bologna          | Città metropolitana di Bologna (eccetto i comuni del Nuovo Circondario Imolese) | Bologna                   |                      | [ 22 ] [ 23 ]                | https://www.ausl.bologna.it |
| Azienda USL di Bologna       | Area Vasta Emilia Centrale | Pianura Est               | Città metropolitana di Bologna (eccetto i comuni del Nuovo Circondario Imolese) | San Pietro in Casale      |                      | [ 22 ] [ 23 ]                | https://www.ausl.bologna.it |
| Azienda USL di Bologna       | Area Vasta Emilia Centrale | Pianura Ovest             | Città metropolitana di Bologna (eccetto i comuni del Nuovo Circondario Imolese) | San Giovanni in Persiceto |                      | [ 22 ] [ 23 ]                | https://www.ausl.bologna.it |
| Azienda USL di Bologna       | Area Vasta Emilia Centrale | Reno, Lavino e Samoggia   | Città metropolitana di Bologna (eccetto i comuni del Nuovo Circondario Imolese) | Casalecchio di Reno       |                      | [ 22 ] [ 23 ]                | https://www.ausl.bologna.it |
| Azienda USL di Bologna       | Area Vasta Emilia Centrale | Savena Idice              | Città metropolitana di Bologna (eccetto i comuni del Nuovo Circondario Imolese) | San Lazzaro di Savena     |                      | [ 22 ] [ 23 ]                | https://www.ausl.bologna.it |
| Azienda USL di Imola         | Area Vasta Emilia Centrale | Nuovo Circondario Imolese | Imola                                                                           | Imola                     | [ 24 ] [ 25 ]        | https://www.ausl.imola.bo.it |                             |
| Azienda USL della Romagna    | Azienda USL della Romagna  |                           | Province di Ravenna Forlì-Cesena Rimini                                         | Faenza                    | Faenza               | [ 26 ] [ 27 ] [ 28 ]         | https://www.auslromagna.it  |
| Azienda USL della Romagna    | Azienda USL della Romagna  | Lugo                      | Province di Ravenna Forlì-Cesena Rimini                                         | Lugo                      |                      | [ 26 ] [ 27 ] [ 28 ]         | https://www.auslromagna.it  |
| Azienda USL della Romagna    | Azienda USL della Romagna  | Ravenna                   | Province di Ravenna Forlì-Cesena Rimini                                         | Ravenna                   |                      | [ 26 ] [ 27 ] [ 28 ]         | https://www.auslromagna.it  |
| Azienda USL della Romagna    | Azienda USL della Romagna  | Forlì                     | Province di Ravenna Forlì-Cesena Rimini                                         | Forlì                     |                      | [ 26 ] [ 27 ] [ 28 ]         | https://www.auslromagna.it  |
| Azienda USL della Romagna    | Azienda USL della Romagna  | Cesena e valle del Savio  | Province di Ravenna Forlì-Cesena Rimini                                         | Cesena                    |                      | [ 26 ] [ 27 ] [ 28 ]         | https://www.auslromagna.it  |
| Azienda USL della Romagna    | Azienda USL della Romagna  | Rubicone                  | Province di Ravenna Forlì-Cesena Rimini                                         | Cesena                    |                      | [ 26 ] [ 27 ] [ 28 ]         | https://www.auslromagna.it  |
| Azienda USL della Romagna    | Azienda USL della Romagna  | Riccione                  | Province di Ravenna Forlì-Cesena Rimini                                         | Riccione                  |                      | [ 26 ] [ 27 ] [ 28 ]         | https://www.auslromagna.it  |
| Azienda USL della Romagna    | Azienda USL della Romagna  | Rimini                    | Province di Ravenna Forlì-Cesena Rimini                                         | Rimini                    |                      | [ 26 ] [ 27 ] [ 28 ]         | https://www.auslromagna.it  |

### Aziende ospedaliero-universitarie
| Denominazione                                | Area vasta                 | Università                                       | Sede    | Ospedali                         | Fonti  | Sito web                |
| Azienda ospedaliero-universitaria di Parma   | Area Vasta Emilia Nord     | Università degli Studi di Parma                  | Parma   | Ospedale Maggiore di Parma       | [ 29 ] | https://www.ao.pr.it/   |
| Azienda ospedaliero-universitaria di Modena  | Area Vasta Emilia Nord     | Università degli Studi di Modena e Reggio Emilia | Modena  | Policlinico di Modena            | [ 30 ] | https://www.aou.mo.it/  |
| Azienda ospedaliero-universitaria di Bologna | Area Vasta Emilia Centrale | Università di Bologna                            | Bologna | Policlinico Sant'Orsola-Malpighi | [ 31 ] | https://www.aosp.bo.it/ |
| Azienda ospedaliero-universitaria di Ferrara | Area Vasta Emilia Centrale | Università degli Studi di Ferrara                | Ferrara | Arcispedale Sant'Anna di Ferrara | [ 32 ] | https://www.ospfe.it/   |

### Istituti di ricovero e cura a carattere scientifico (IRCCS)
| Denominazione                                                              | Area vasta                 | Tipologia | Campo di attività | Struttura                                                         | Sede          | Fonti  | Sito web                                                         |
| IRCCS Istituto in tecnologie avanzate e modelli assistenziali in oncologia | Area Vasta Emilia Nord     | Pubblico  | Oncologia per tecnologie avanzate e modelli assistenziali                                                                    | AUSL Reggio Emilia                                                | Reggio Emilia | [ 33 ] | https://www.ausl.re.it/chi-siamoIRCCS                            |
| IRCCS Istituto Ortopedico Rizzoli                                          | Area Vasta Emilia Centrale | Pubblico  | Ortopedia e Traumatologia | Istituto Ortopedico Rizzoli                                       | Bologna       | [ 33 ] | https://www.ior.it/                                              |
| IRCCS Istituto delle scienze neurologiche                                  | Area Vasta Emilia Centrale | Pubblico  | Scienze neurologiche | AUSL Bologna                                                      | Bologna       | [ 33 ] | https://www.ausl.bologna.it/istituto-delle-scienze-neurologiche/ |
| IRCCS Azienda ospedaliero-universitaria di Bologna                         | Area Vasta Emilia Centrale | Pubblico  | Assistenza e ricerca nei trapianti e nel paziente critico Gestione medica e chirurgica integrata delle patologie oncologiche | Policlinico Sant'Orsola-Malpighi                                  | Bologna       | [ 33 ] |                                                                  |
| IRCCS Istituto Scientifico Romagnolo per lo studio e la cura dei tumori    | AUSL Romagna               | Privato   | Terapie avanzate nell’ambito dell’oncologia medica                                                                           | Istituto Scientifico Romagnolo per lo Studio e la Cura dei Tumori | Meldola       | [ 33 ] | https://www.irst.emr.it/                                         |

### Ospedali
| Provincia                      | Posti letto per 1000 ab. | Azienda erogatrice      | Posti letto | Ospedali                                  | Sede                      |
| Provincia di Piacenza          | 3,71                     | AUSL di Piacenza        | 1 047       | Ospedale Guglielmo da Saliceto            | Piacenza                  |
| Provincia di Piacenza          | 3,71                     | AUSL di Piacenza        | 1 047       | Ospedale di Fiorenzuola d'Arda            | Fiorenzuola d'Arda        |
| Provincia di Piacenza          | 3,71                     | AUSL di Piacenza        | 1 047       | Stabilimento Giuseppe Verdi               | Villanova sull'Arda       |
| Provincia di Piacenza          | 3,71                     | AUSL di Piacenza        | 1 047       | Ospedale di Castel San Giovanni           | Castel San Giovanni       |
| Provincia di Piacenza          | 3,71                     | AUSL di Piacenza        | 1 047       | Ospedale di Bobbio                        | Bobbio                    |
| Provincia di Parma             | 4,59                     | AOU di Parma            | 1 047       | Ospedale Maggiore di Parma                | Parma                     |
| Provincia di Parma             | 4,59                     | AUSL di Parma           | 967         | Ospedale di Fidenza                       | Fidenza                   |
| Provincia di Parma             | 4,59                     | AUSL di Parma           | 967         | Ospedale Santa Maria                      | Borgo Val di Taro         |
| Provincia di Reggio Emilia     | 3,36                     | AUSL di Reggio Emilia   | 1 718       | Ospedale Sant'Anna                        | Castelnovo ne' Monti      |
| Provincia di Reggio Emilia     | 3,36                     | AUSL di Reggio Emilia   | 1 718       | Ospedale Civile                           | Guastalla                 |
| Provincia di Reggio Emilia     | 3,36                     | AUSL di Reggio Emilia   | 1 718       | Arcispedale Santa Maria Nuova             | Reggio Emilia             |
| Provincia di Reggio Emilia     | 3,36                     | AUSL di Reggio Emilia   | 1 718       | Ospedale San Sebastiano                   | Correggio                 |
| Provincia di Reggio Emilia     | 3,36                     | AUSL di Reggio Emilia   | 1 718       | Ospedale Franchini                        | Montecchio Emilia         |
| Provincia di Reggio Emilia     | 3,36                     | AUSL di Reggio Emilia   | 1 718       | Ospedale Cesare Magati                    | Scandiano                 |
| Provincia di Modena            | 3,59                     | AOU di Modena           | 1 154       | Policlinico di Modena                     | Modena                    |
| Provincia di Modena            | 3,59                     | AUSL di Modena          | 1 308       | Ospedale Sant'Agostino-Estense            | Modena                    |
| Provincia di Modena            | 3,59                     | AUSL di Modena          | 1 308       | Ospedale Bernardino Ramazzini             | Carpi                     |
| Provincia di Modena            | 3,59                     | AUSL di Modena          | 1 308       | Ospedale Santa Maria Bianca               | Mirandola                 |
| Provincia di Modena            | 3,59                     | AUSL di Modena          | 1 308       | Ospedale di Pavullo nel Frignano          | Pavullo nel Frignano      |
| Provincia di Modena            | 3,59                     | AUSL di Modena          | 1 308       | Nuovo ospedale civile                     | Sassuolo                  |
| Provincia di Modena            | 3,59                     | AUSL di Modena          | 1 308       | Ospedale civile                           | Vignola                   |
| Provincia di Ferrara           | 3,71                     | AOU di Ferrara          | 638         | Arcispedale Sant'Anna                     | Ferrara                   |
| Provincia di Ferrara           | 3,71                     | AUSL di Ferrara         | 622         | Ospedale Santissima Annunziata            | Cento                     |
| Provincia di Ferrara           | 3,71                     | AUSL di Ferrara         | 622         | Ospedale Mazzolani-Vandini                | Argenta                   |
| Provincia di Ferrara           | 3,71                     | AUSL di Ferrara         | 622         | Ospedale del Delta                        | Lagosanto                 |
| Città metropolitana di Bologna | 4,76                     | AOU - IRCCS Sant'Orsola | 1 349       | Policlinico Sant'Orsola-Malpighi          | Bologna                   |
| Città metropolitana di Bologna | 4,76                     | IRCCS Rizzoli           | 374         | Istituto Ortopedico Rizzoli               | Bologna                   |
| Città metropolitana di Bologna | 4,76                     | AUSL di Bologna         | 2 162       | Ospedale Maggiore                         | Bologna                   |
| Città metropolitana di Bologna | 4,76                     | AUSL di Bologna         | 2 162       | Ospedale Bellaria                         | Bologna                   |
| Città metropolitana di Bologna | 4,76                     | AUSL di Bologna         | 2 162       | Ospedale Costa                            | Porretta Terme            |
| Città metropolitana di Bologna | 4,76                     | AUSL di Bologna         | 2 162       | Ospedale di Vergato                       | Vergato                   |
| Città metropolitana di Bologna | 4,76                     | AUSL di Bologna         | 2 162       | Ospedale di Budrio                        | Budrio                    |
| Città metropolitana di Bologna | 4,76                     | AUSL di Bologna         | 2 162       | Ospedale di Bentivoglio                   | Bentivoglio               |
| Città metropolitana di Bologna | 4,76                     | AUSL di Bologna         | 2 162       | Ospedale Santissimo Salvatore             | San Giovanni in Persiceto |
| Città metropolitana di Bologna | 4,76                     | AUSL di Bologna         | 2 162       | Ospedale Don Giuseppe Dossetti            | Bazzano                   |
| Città metropolitana di Bologna | 4,76                     | AUSL di Bologna         | 2 162       | Ospedale Giovan Battista Simiani          | Loiano                    |
| Città metropolitana di Bologna | 4,76                     | AUSL di Imola           | 502         | Ospedale Santa Maria della Scaletta       | Imola                     |
| Città metropolitana di Bologna | 4,76                     | AUSL di Imola           | 502         | Istituto di Riabilitazione di Montecatone | Imola                     |
| Città metropolitana di Bologna | 4,76                     | AUSL di Imola           | 502         | Ospedale di Castel San Pietro Terme       | Castel San Pietro Terme   |
| Ravenna                        | 3,95                     | AUSL della Romagna      | 4 155       | Ospedale Santa Maria delle Croci          | Ravenna                   |
| Ravenna                        | 3,95                     | AUSL della Romagna      | 4 155       | Struttura sanitaria San Giorgio           | Cervia                    |
| Ravenna                        | 3,95                     | AUSL della Romagna      | 4 155       | Ospedale degli Infermi                    | Faenza                    |
| Ravenna                        | 3,95                     | AUSL della Romagna      | 4 155       | Ospedale Umberto I°                       | Lugo                      |
| Forlì-Cesena                   | 3,96                     | AUSL della Romagna      | 4 155       | Ospedale Morgagni-Pierantoni              | Forlì                     |
| Forlì-Cesena                   | 3,96                     | AUSL della Romagna      | 4 155       | Ospedale Porzia Nefetti                   | Santa Sofia               |
| Forlì-Cesena                   | 3,96                     | AUSL della Romagna      | 4 155       | Ospedale Maurizio Bufalini                | Cesena                    |
| Forlì-Cesena                   | 3,96                     | AUSL della Romagna      | 4 155       | Ospedale P. Angioloni                     | Bagno di Romagna          |
| Forlì-Cesena                   | 3,96                     | AUSL della Romagna      | 4 155       | Ospedale G. Marconi                       | Cesenatico                |
| Forlì-Cesena                   | 3,96                     | AUSL della Romagna      | 4 155       | Ospedale di comunità S. Colomba           | Savignano sul Rubicone    |
| Rimini                         | 3,89                     | AUSL della Romagna      | 4 155       | Ospedale Infermi                          | Rimini                    |
| Rimini                         | 3,89                     | AUSL della Romagna      | 4 155       | Ospedale Franchini                        | Santarcangelo di Romagna  |
| Rimini                         | 3,89                     | AUSL della Romagna      | 4 155       | Ospedale Sacra Famiglia                   | Novafeltria               |
| Rimini                         | 3,89                     | AUSL della Romagna      | 4 155       | Ospedale Ceccarini                        | Riccione                  |
| Rimini                         | 3,89                     | AUSL della Romagna      | 4 155       | Ospedale Cervesi                          | Cattolica                 |
| Regione Emilia-Romagna         | 4,04                     |                         | 17 043      | 54 strutture                              |                           |

## Sistema di Emergenza Territoriale 118

Logo del 118 della Regione Emilia-Romagna

Di seguito lo schema organizzativo
| Denominazione                         | Sede Centrale operativa                           | Area Vasta   | Competenza territoriale                                                     |
| ------------------------------------- | ------------------------------------------------- | ------------ | --------------------------------------------------------------------------- |
| Centrale Emilia Est (Charlie-Echo)    | Bologna (presso Ospedale Maggiore)                | Emilia Est   | Città metropolitana di Bologna, Provincia di Modena e Provincia di Ferrara. |
| Centrale Emilia Ovest (Charlie-Oscar) | Parma (presso Ospedale Maggiore)                  | Emilia Ovest | Provincia di Parma, Provincia di Piacenza e Provincia di Reggio Emilia.     |
| Centrale Romagna (Charlie-Romeo)      | Ravenna (presso Ospedale Santa Maria delle Croci) | Romagna      | Provincia di Ravenna, Provincia di Forlì-Cesena, Provincia di Rimini.       |

### Elisoccorso regionale
Il servizio di elisoccorso regionale è assicurato da quattro basi distribuite sul territorio, afferenti a 3 ospedali hub ed un aeroporto civile:
- EliBologna, con sede all'Ospedale Maggiore di Bologna, abilitato anche al volo notturno;
- EliParma, con sede all'Ospedale Maggiore di Parma;
- EliRavenna, con sede all'Ospedale Santa Maria delle Croci di Ravenna;
- EliPavullo, con sede all'Aeroporto di Pavullo nel Frignano, struttura condivisa con il Corpo nazionale soccorso alpino e speleologico.